# Gołocin (Pątnów)
Gołocin – przysiółek wsi Pątnów w Polsce, położony w województwie dolnośląskim, w powiecie legnickim, w gminie Chojnów.
W latach 1975–1998 przysiółek położony był w województwie legnickim.
W 1789r. znajdował się tu pański dwór, folwark, trzy gospodarstwa kmiece, 15 zagrodniczych, 4 chałupnicze, młyn wodny, karczma i kowal; w sumie 28 dymów 165 dusz. w 1825 r. było 31 domów i 214 mieszkańców, wszyscy ewangelicy. Działała wiejska szkółka. Do 1840 r. liczba ludności wzrosła do 232 (w tym dwóch katolików). Najbliższy kościół ewangelicki znajdował się w Pątnowie, a katolicki w Chojnowie. Było też 4 rzemieślników, handlarz bydłem i przędzą. W 1910 r. Gołocin miał 206 mieszkańców, a w 1933 r., będąc już osadą Pątnowa, 230.